# Примулина
Примулина (лат. Primulina) — род многолетних наземных корневищных травянистых растений семейства Геснериевые (Gesneriaceae).

## Этимология названия
Название рода — уменьшительное от «примула», название рода Примула, семейства Primulaceae, очевидно из-за внешнего сходства растений.

## Изменения в тахономии и классификации (2011)
В связи с реорганизацией рода Хирита (Chirita), одна из трёх его секций, а именно секция Gibbosaccus, а также роды Chiritopsis и Wentsaiboea, включены в, до недавнего времени монотипный, род Примулина (Primulina), количество видов которого тем самым увеличивается примерно до 150.

## Ботаническое описание
Многолетние наземные или эпипетрические корневищные бесстебельные травы.
Листев немного, прикорневые, собраны в розетку, основание сердцевидное, с волнисто-крылатым черешком, овально-округлые, лопастные, опушение на адаксиальной стороне, опушение и железистые волоски на абаксиальной стороне.
Соцветия пазушные, цимоидные на цветоносах, 3-9—цветковый зонтик с двумя супротивными прицветниками;
цветоносы равны или короче листьев, с прицветниками.
Чашелистики свободные, ланцетовидные.
Чашечка актиноморфная, 5-членная.
Венчик зигоморфный, лилового цвета, с фиолетовой полосой по центру каждой лопасти и редким опушением в виде полос или с железистыми волосками;
трубка цилиндрическая, без вздутия, длиннее чем отгиб венчика, около 3-4 мм в диаметре;
отгиб венчика неясно двугубый; адаксиальная губа 2-лопастная, абаксиальная — 3-лопастная.
тычинок 2, по длине — равные венчику, приросшие к абаксиальной стороне трубки венчика близ середины;
стаминодий — 3, приросшие к адаксиальной стороне трубки;
пыльники сближенные, открываются по продольным бороздкам.
Нектарник из 2 желёз, кольцевой.
Завязь узкояйцевидная, столбик короткий, рыльце 2-зубчатое.
Плод — коробочка, короче чашечки, открывается локулицидно к основанию, 2-створчатая, не перекрученая.
Семена без придатков.

## Ареал и климатические условия
Южный Китай, север провинции Гуандун; растёт как геофит в речных долинах, и в затененных местах в горных лесах, на высоте 100—300 м над уровнем моря.

## Хозяйственное значение и применение
В культуре редко встречающееся растение.

## Агротехника встречающихся в культуре видов
Условия содержания и уход подобно как у близкородственных родов Хирита, Бриггсия.

## Виды
По данным сайта Plants of the World Online на 2023 год, род включает 226 видов.
Некоторые виды:
- Primulina tabacum Hance — Примулина табачная